# ラコーヌ

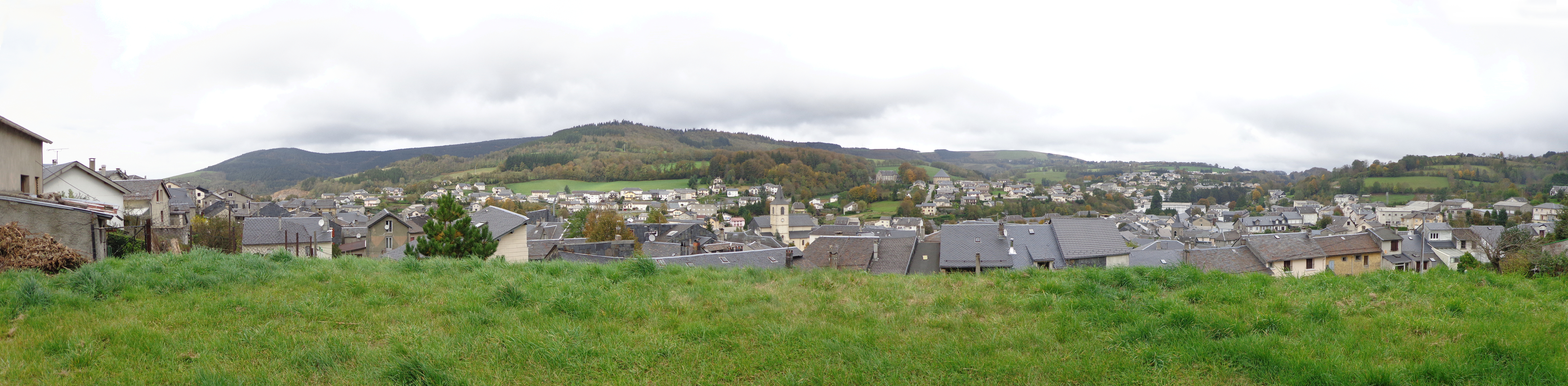
パノラマ

ラコーヌ （Lacaune、オック語:La Cauna）は、フランス、オクシタニー地域圏、タルヌ県のコミューン。

## 地理
ラコーヌ山地の中にある、中央高地のコミューンである。山岳地帯に入るその標高のため、オー・ラングドック地域圏自然公園の一部となっている。ラコーヌの気候は、海洋性気候、地中海性気候、山岳気候の影響を受けている。

## 由来
オック語の地名La Caunaとは、『洞窟』を意味している。

## 歴史

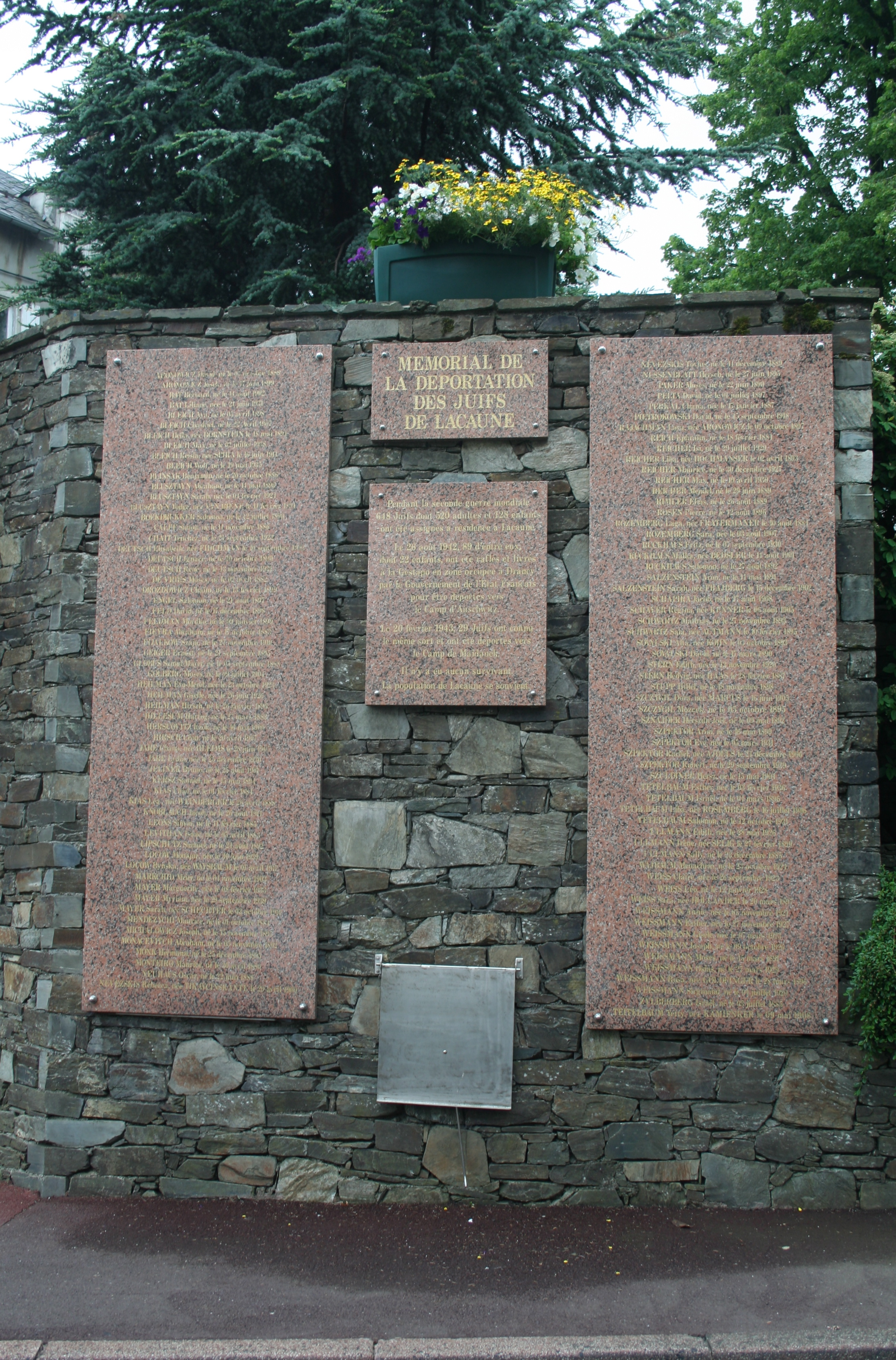
ラコーヌのユダヤ人強制収容記念碑

ラコーヌの中世の憲章は、ジョゼフ・ゴートラン僧がオック語で記したラコーヌの書に集められている。
1942年1月から、トゥールーズ知事の決定により、『行動や態度、国籍や宗教が住民の不安や不満の要因となりうる個人』を収容するためラコーヌに強制滞在センターが設置された。1944年まで、650人のユダヤ人が収容されていた。
1942年8月26日には、グループ・モビール・ド・レゼルヴ（ヴィシー政権が創設した準軍事ユニット）が襲撃を実行した。依然としてプロテスタントの歴史が染み込んでいたラコーヌとその周辺に衝撃が広がった。この襲撃は、地元の警察官も含めた住民たちがユダヤ人支援を行う引き金となった · 。この時代の記憶は、1999年のユダヤ人強制収容記念碑建設によって、絶えず続いている。複数のラコーヌ住民が、諸国民の中の正義の人として顕彰されている。

## 経済
1854年から、温泉のおかげでラコーヌはスパの町だった。第二次世界大戦後にスパは衰退し、2005年に再び温泉が湧出されるようになった。過去には温泉カジノがあったこともある。
主な経済活動は、食肉加工業やヒツジの飼育である。
ラコーヌの名は、ヒツジの名にもつけられている。ラコーヌ種のヒツジの乳は、ロックフォール・チーズの原料に使われている。

## 人口統計
| 1962年 | 1968年 | 1975年 | 1982年 | 1990年 | 1999年 | 2009年 | 2014年 |
| ------ | ------ | ------ | ------ | ------ | ------ | ------ | ------ |
| 2849   | 3212   | 3288   | 3259   | 3117   | 2914   | 2616   | 2520   |

参照元:1962年から1999年までは複数コミューンに住所登録をする者の重複分を除いたもの。それ以降は当該コミューンの人口統計によるもの。1999年までEHESS/Cassini、2006年以降INSEE。

## ギャラリー

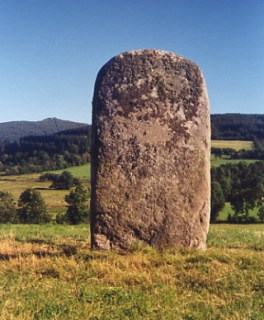
メンヒル
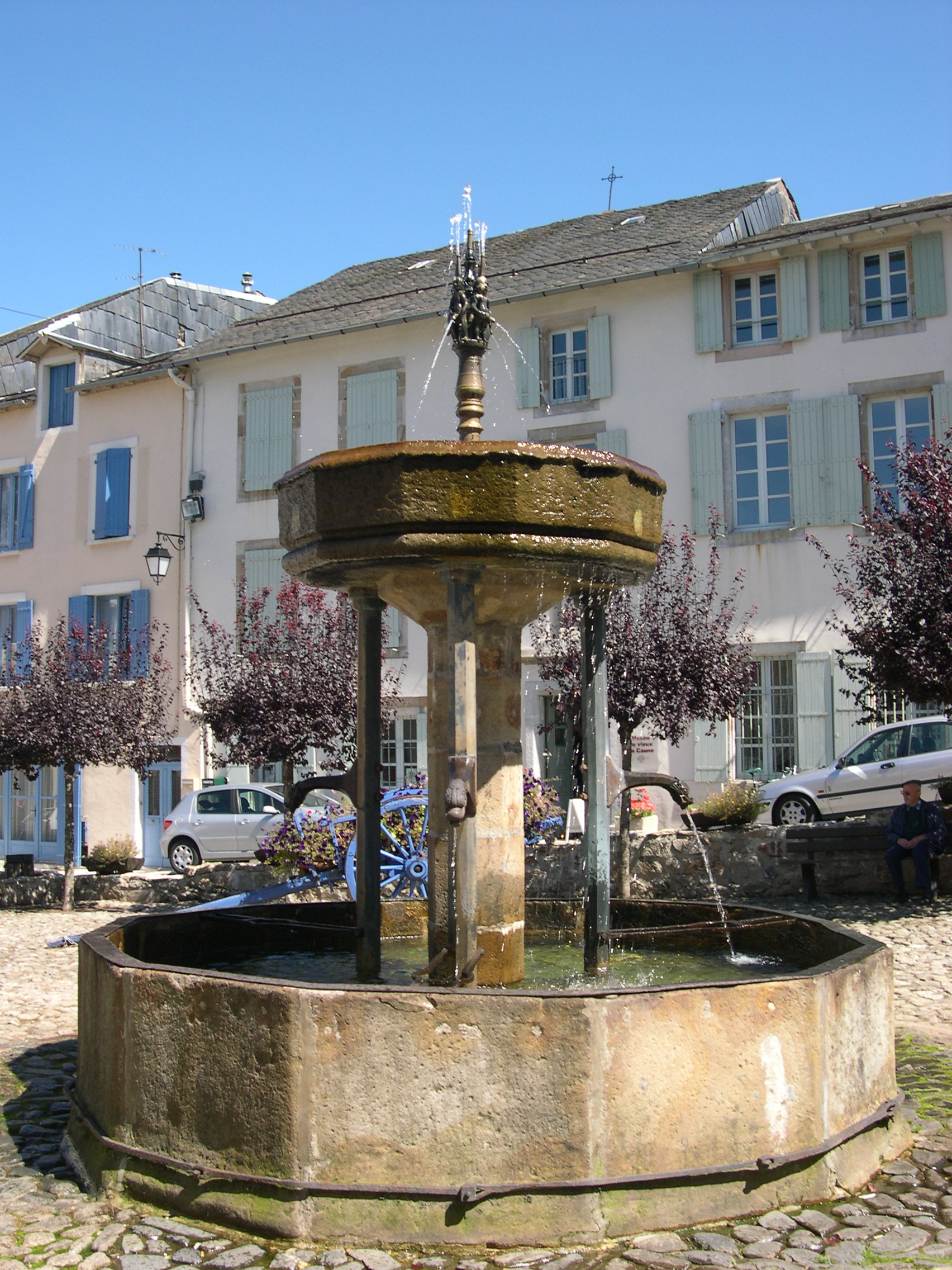
ピスールの泉
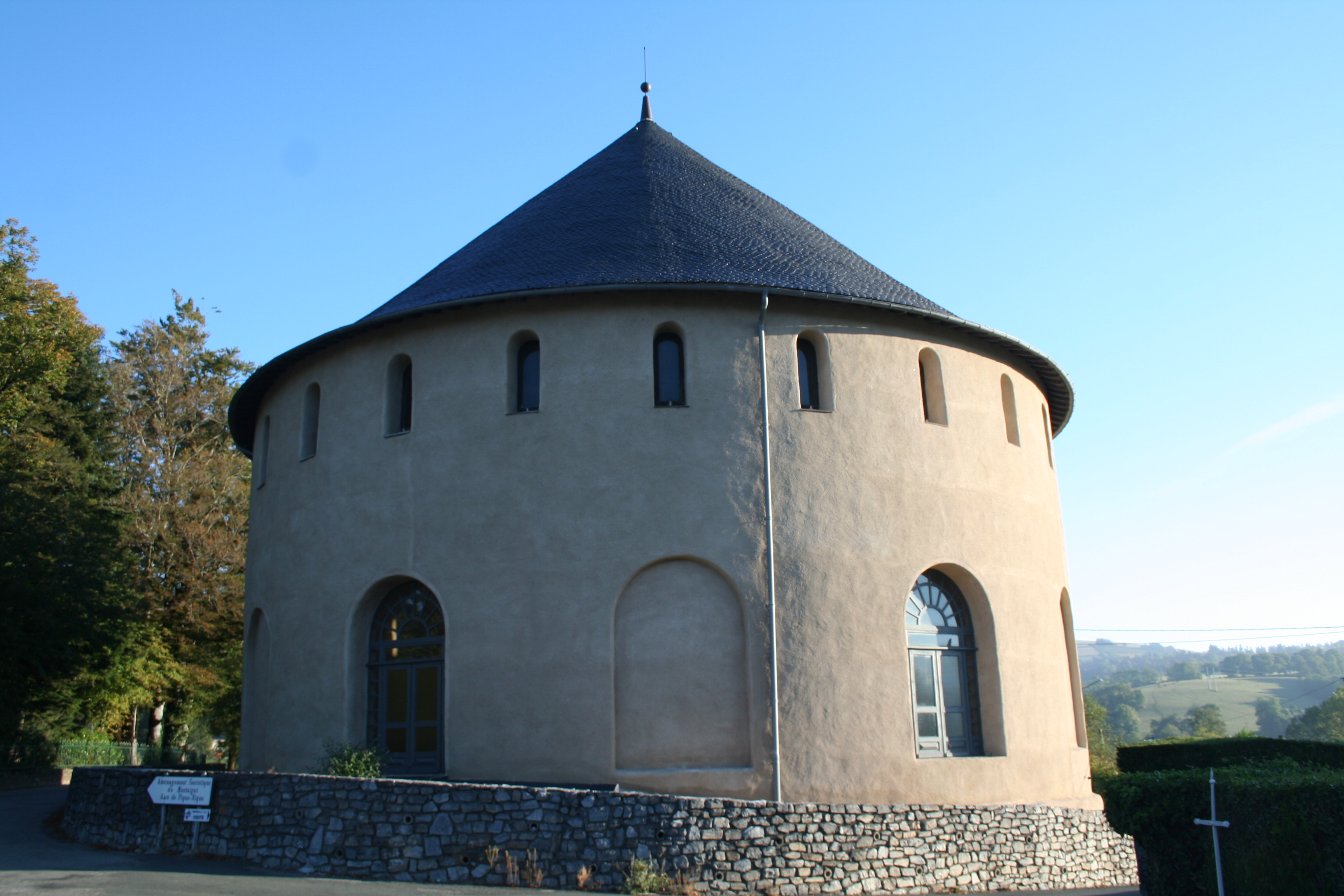
カルメル塔
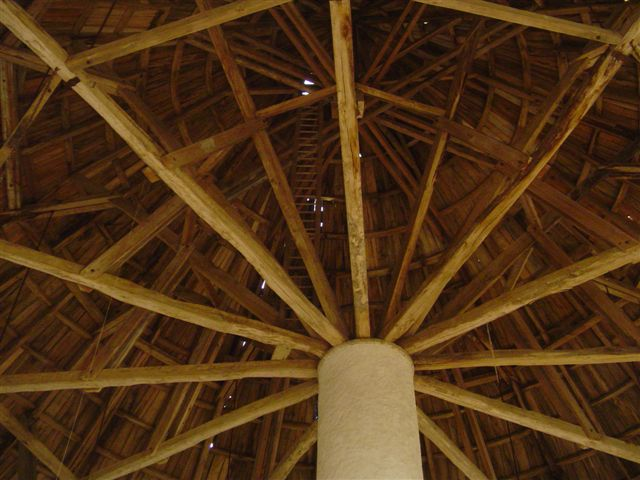
カルメル塔内部
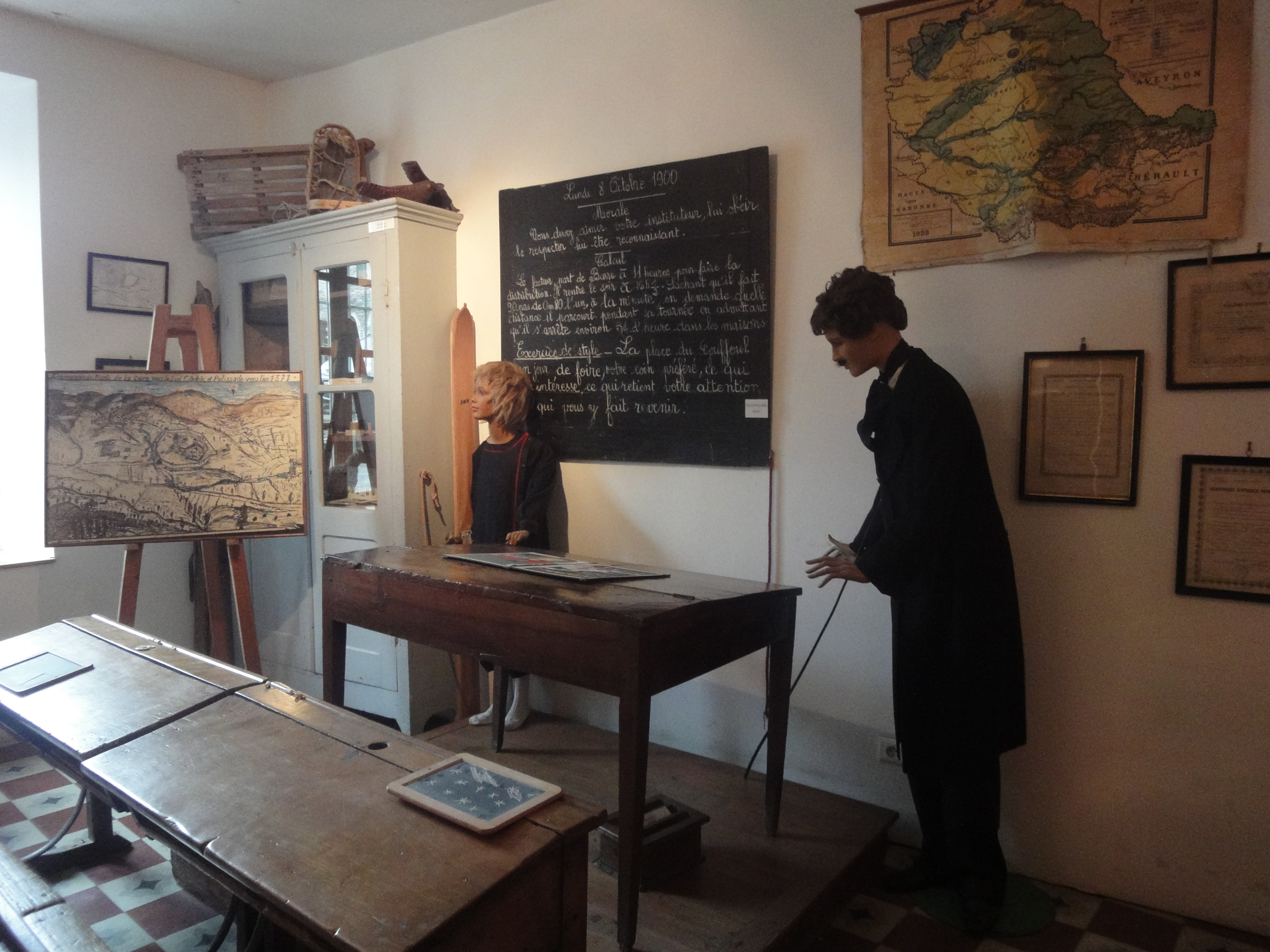
美術館